# Шушинский музей ковров
Шушинский музей ковров, или Музей ковров Шуши (арм. Շուշիի գորգերի թանգարան), — музей антикварных карабахских ковров и карпетов (ковер из шерсти, без ворса), действовавший в 2011—2020 годах в городе Шуша (Шуши).

## История создания
Шушинский музей ковров был основан Варданом Асцатряном в 2011 году. Он имел в своём распоряжении два здания в Шуше, на тот момент контролировавшейся непризнанной Нагорно-Карабахской Республикой (НКР). В 2011 году в Шуше был открыт музей-фонд, помещение для которого предоставила группа американских меценатов. В августе 2012 года меценатом из Москвы было предоставлено помещение под музей ковров.
В музее собирались экземпляры карабахских ковров, а также старинные предметы традиционных ремёсел. По состоянию на 2013 год музей насчитывал порядка 300 ковров, сотканных в период с XVII по начало XX века. В основном это традиционные карабахские ковры. Помимо этого в музее были экспонированы также экземпляры туркменских и афганских ковров, имелись также некоторые артефакты русской культуры.
1 ноября 2020 года, в ходе Второй карабахской войны 170 из 300 экспонатов музея были вывезены из Карабаха в Армению. Там у коллекции нет постоянного здания.
С 20 февраля 2021 года 80 ковров из музея были выставлены на выставке в Национальном музее-институте архитектуры имени Александра Таманяна в Ереване.

## Галерея

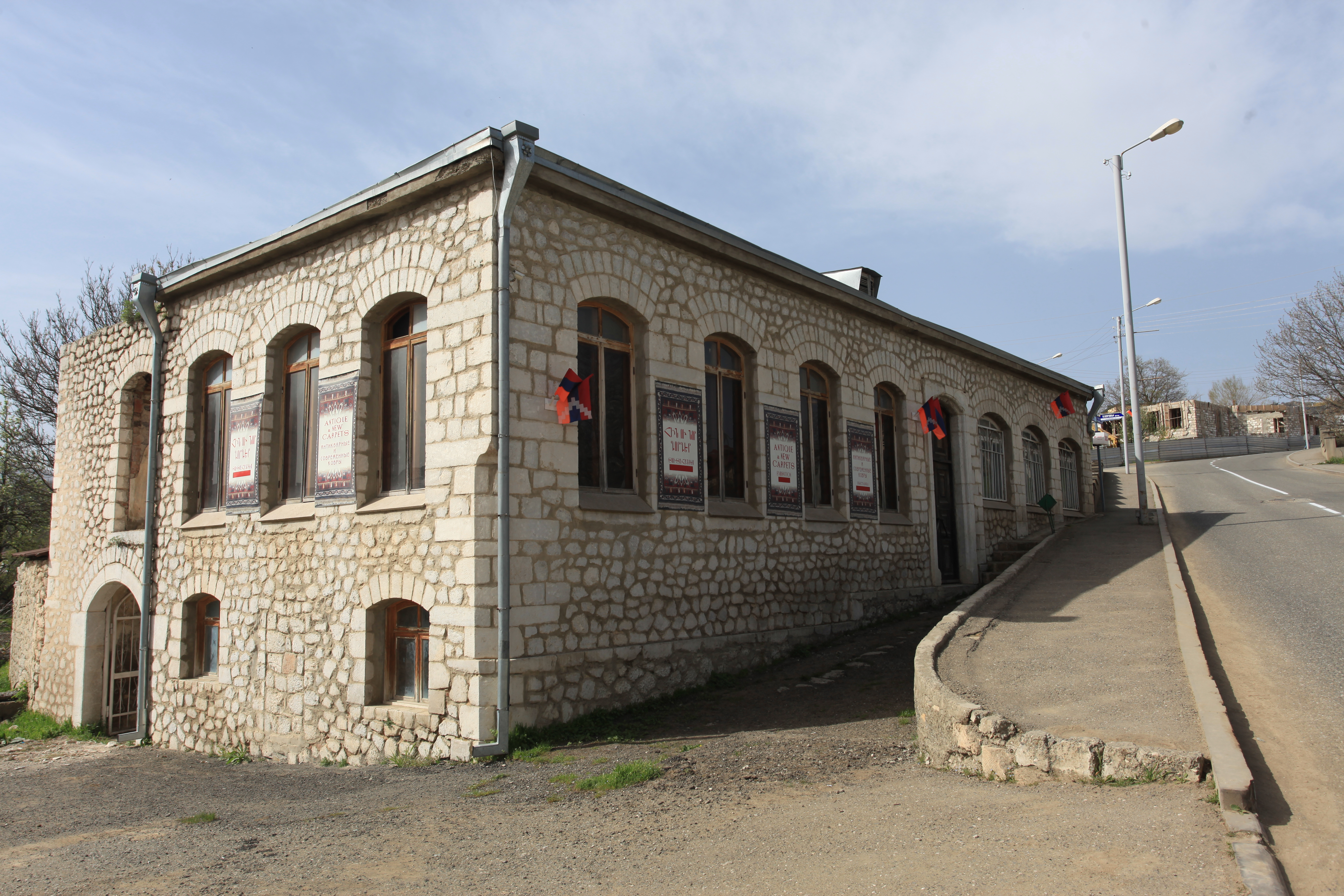
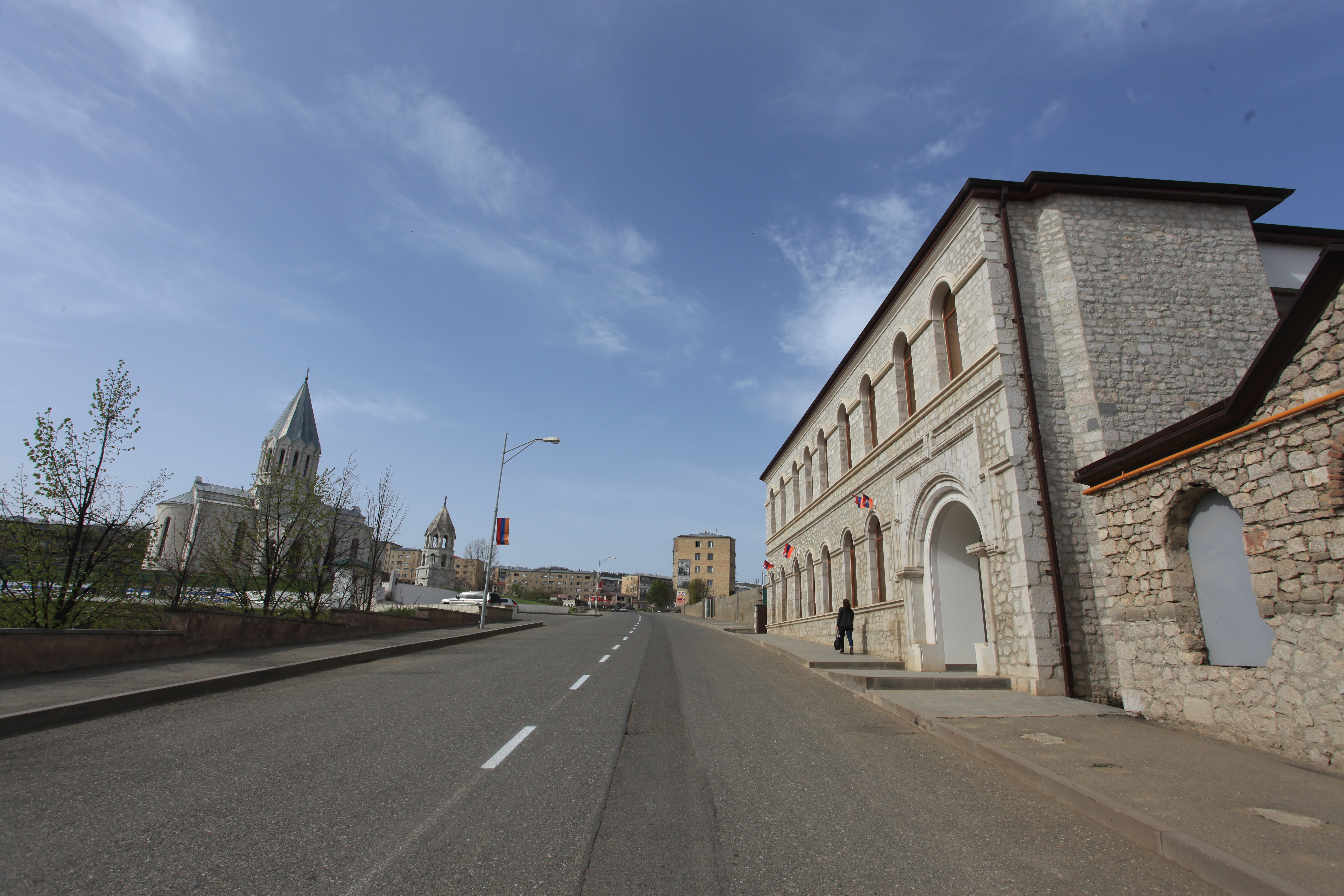
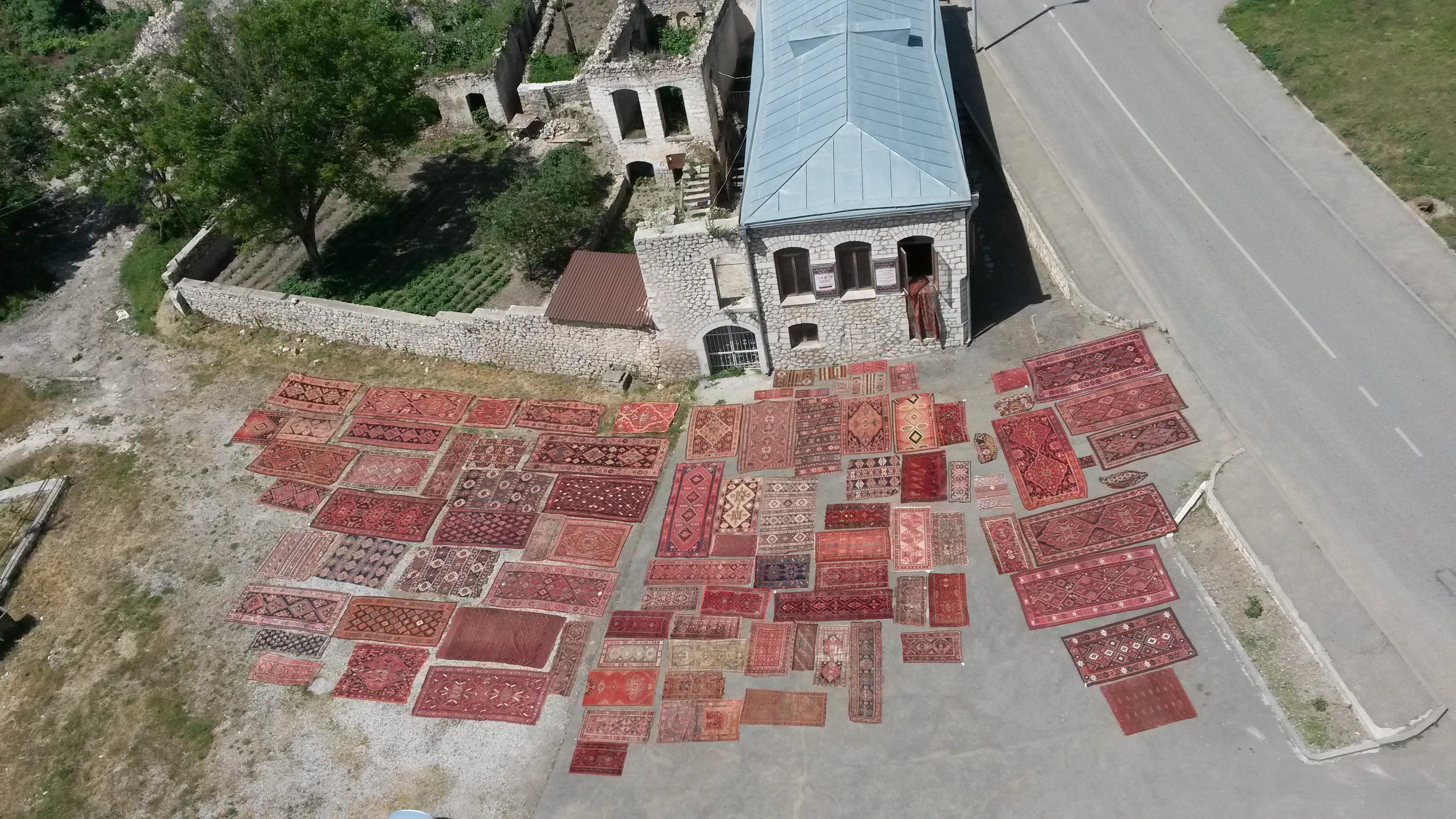
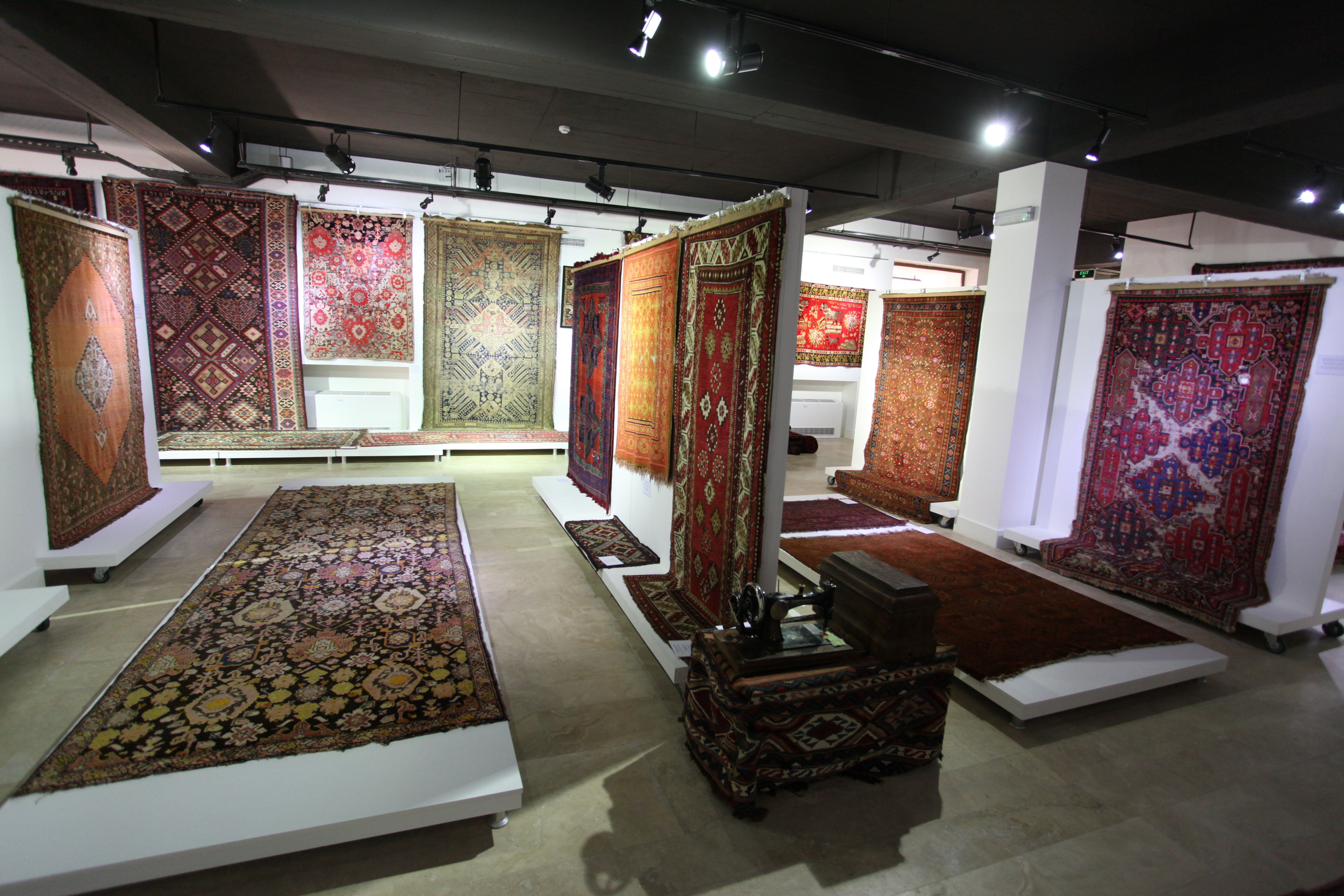
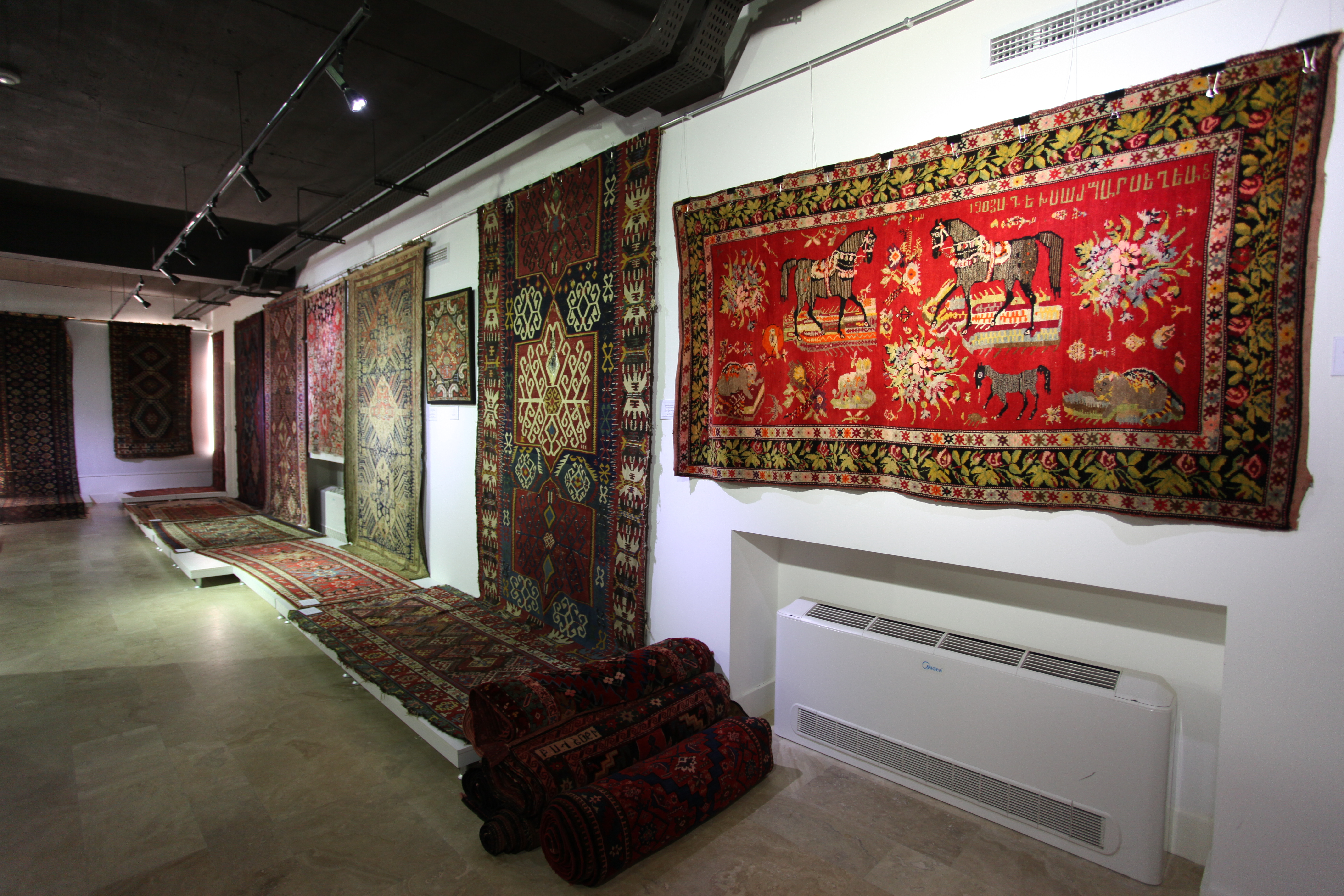
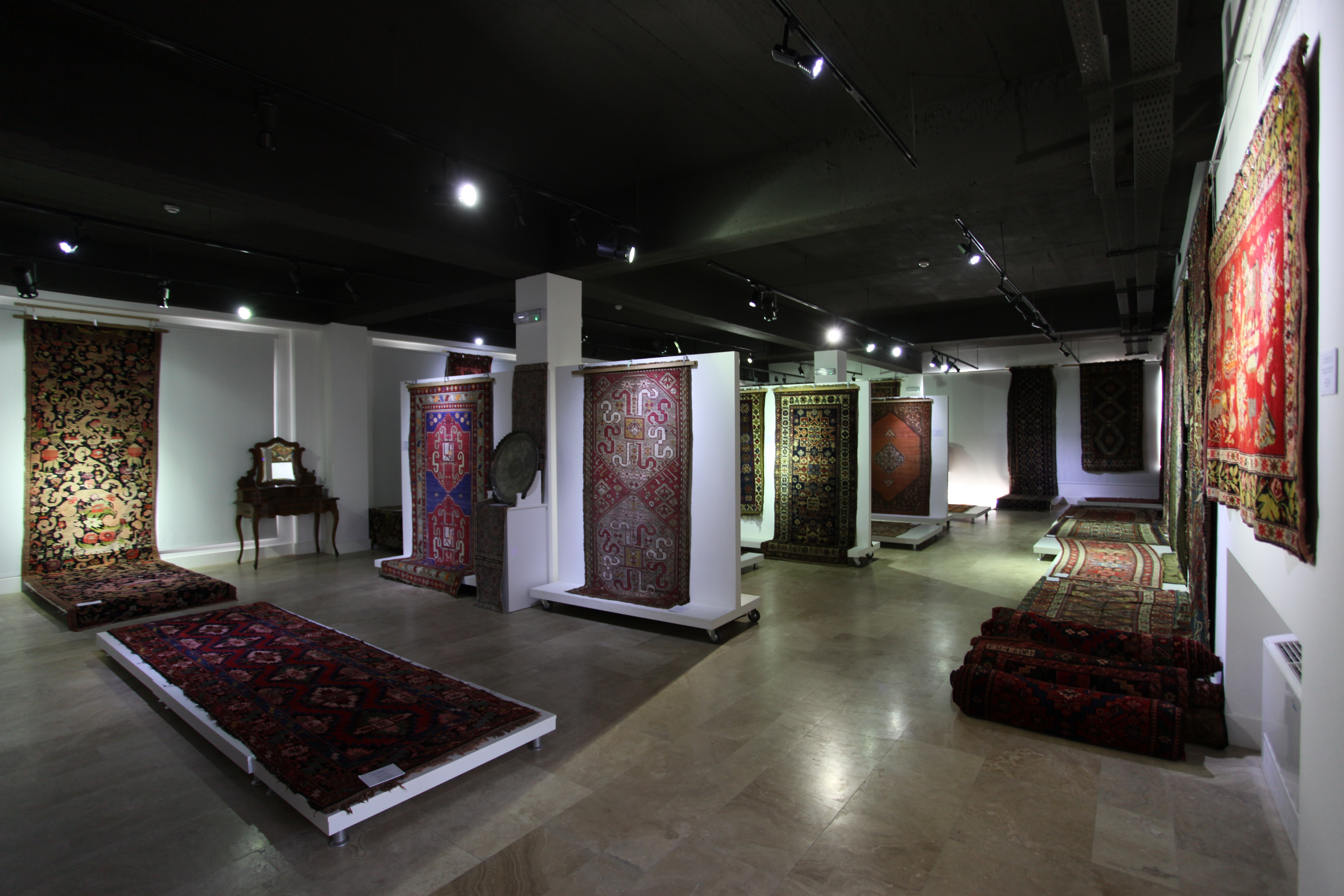
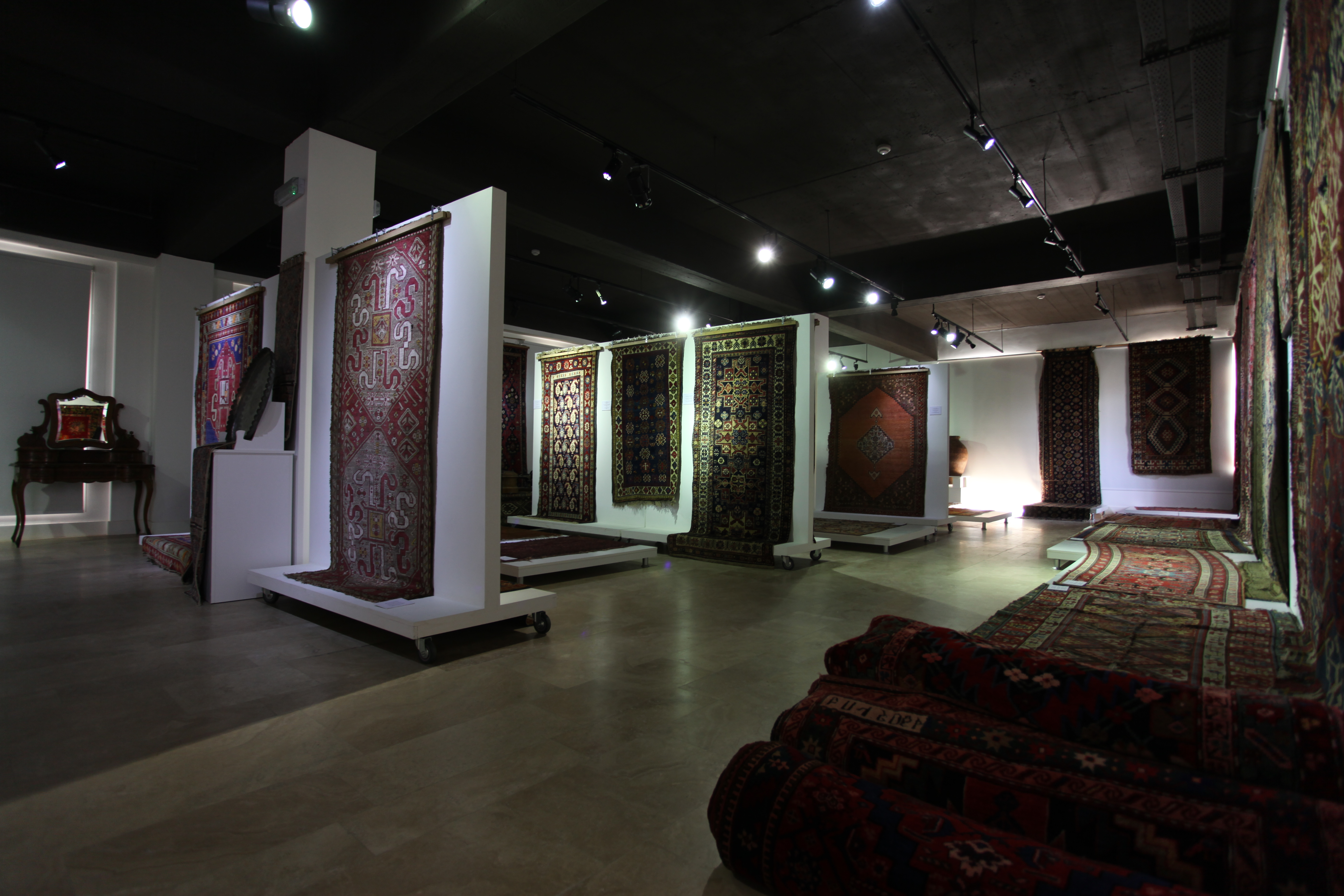
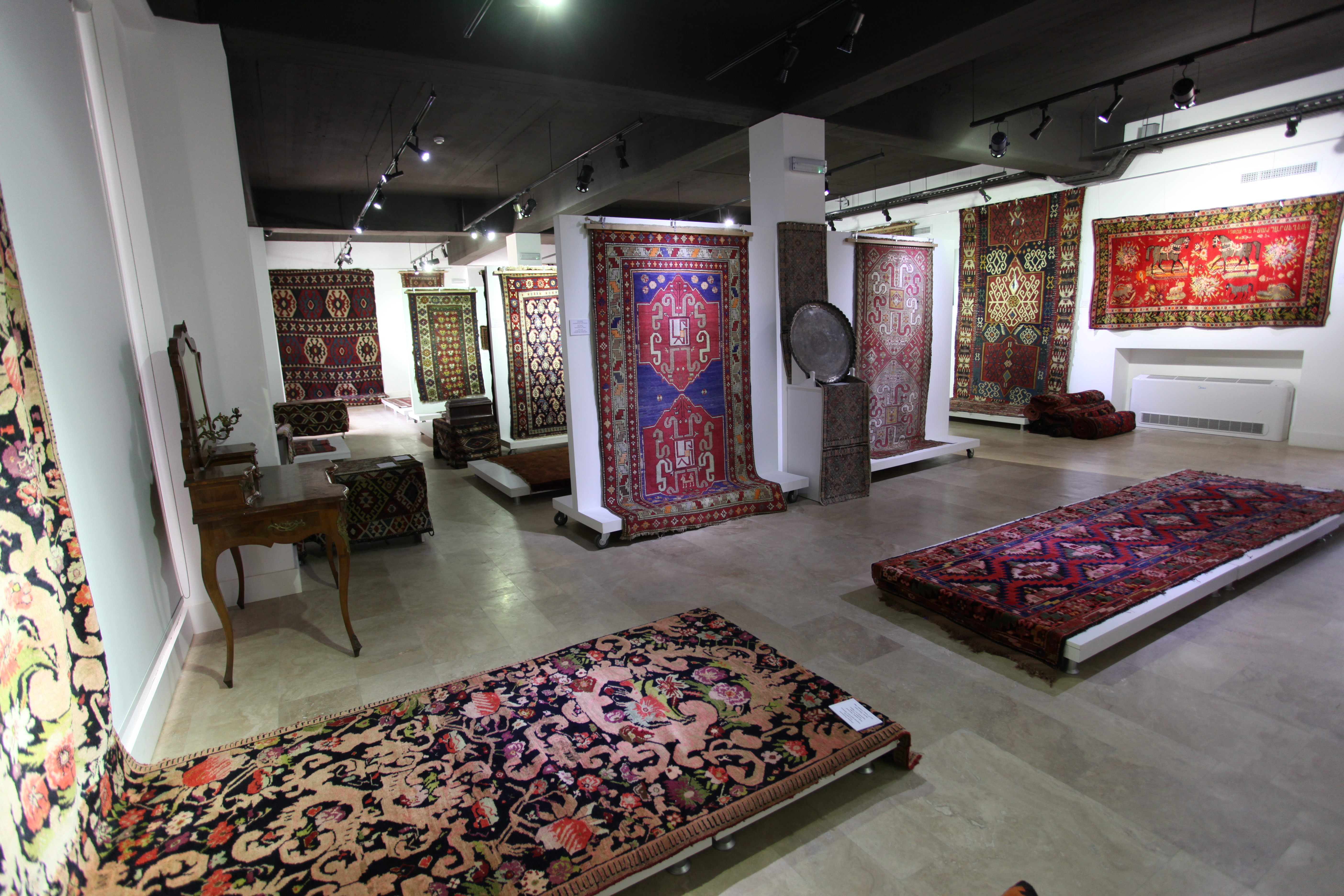
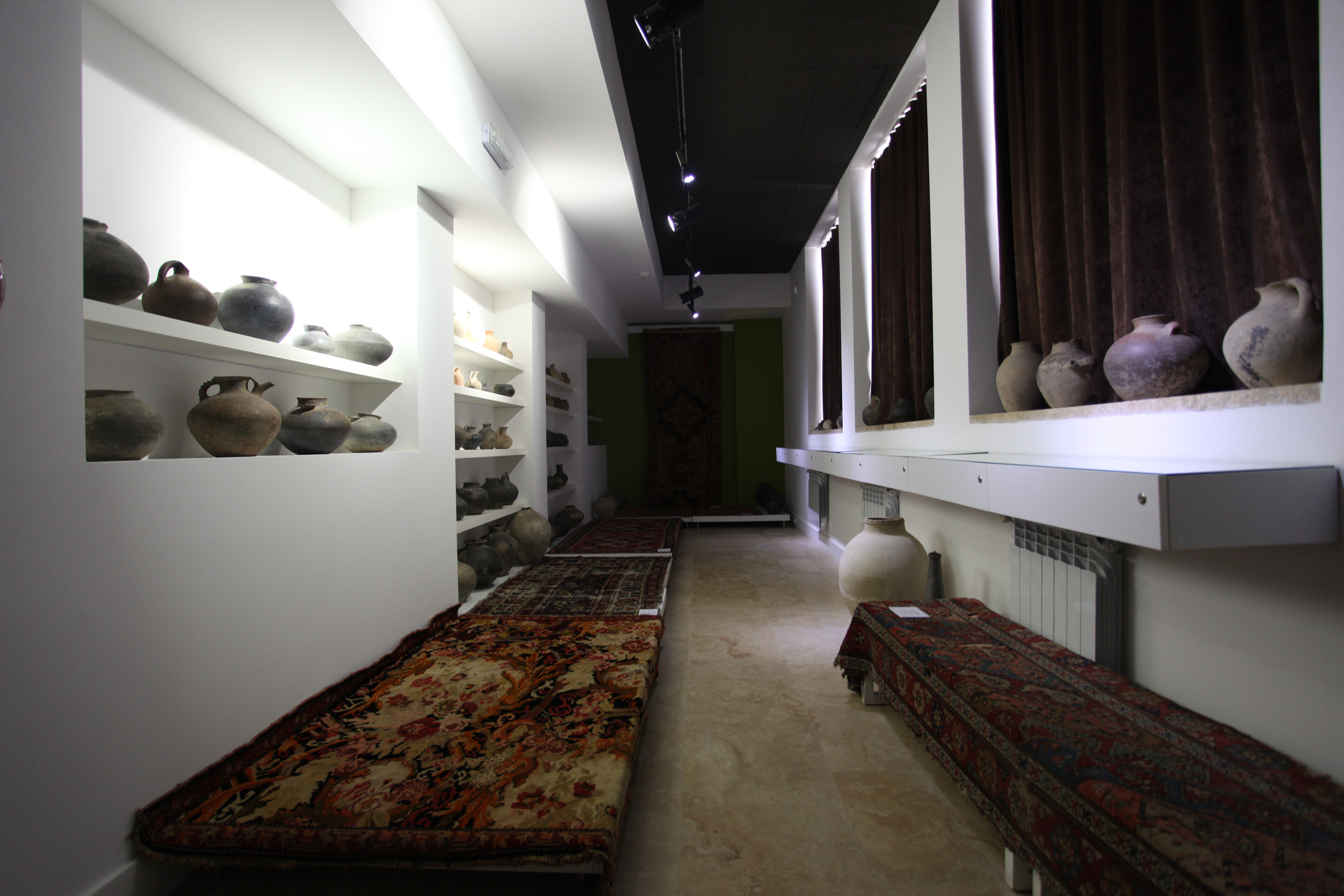
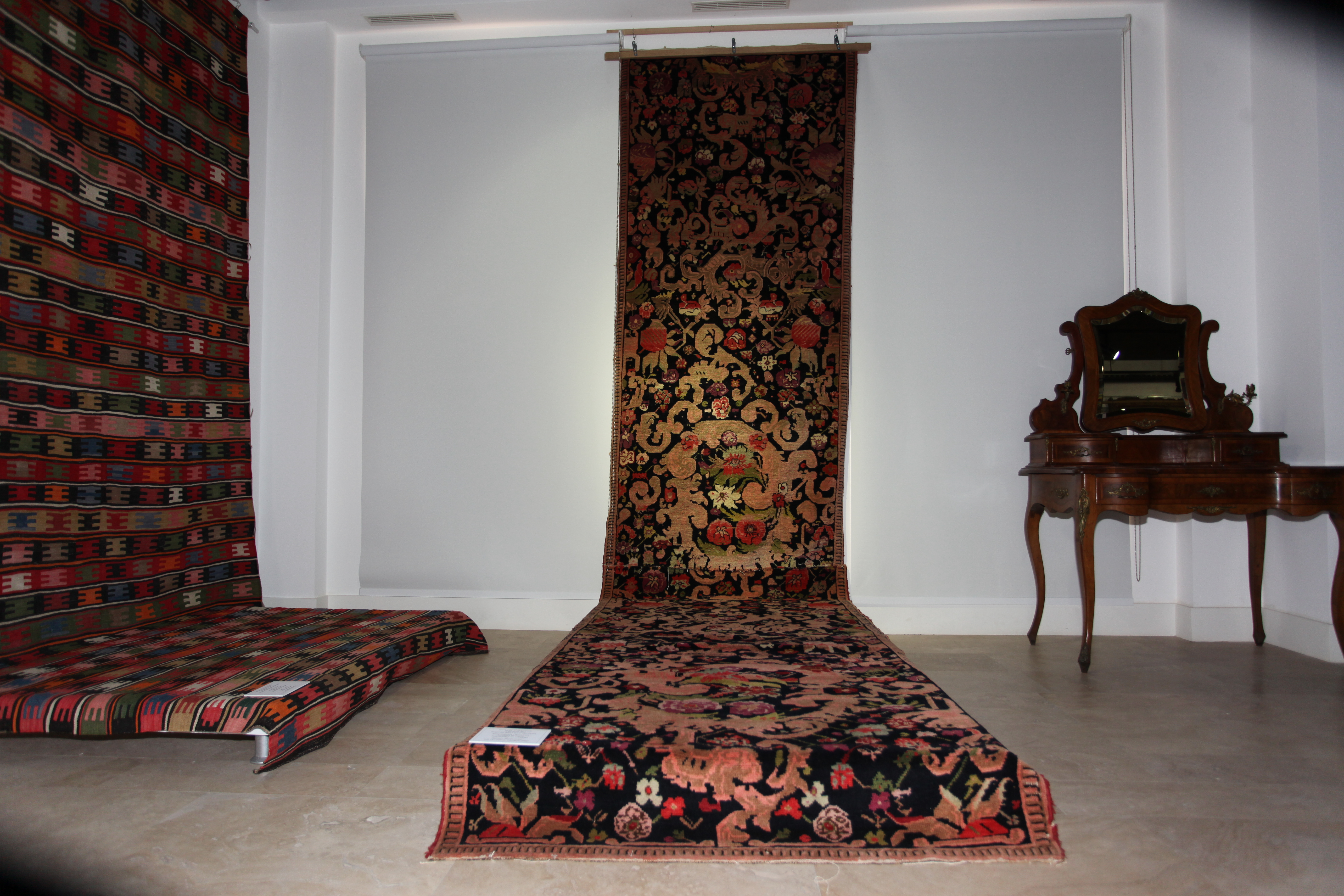
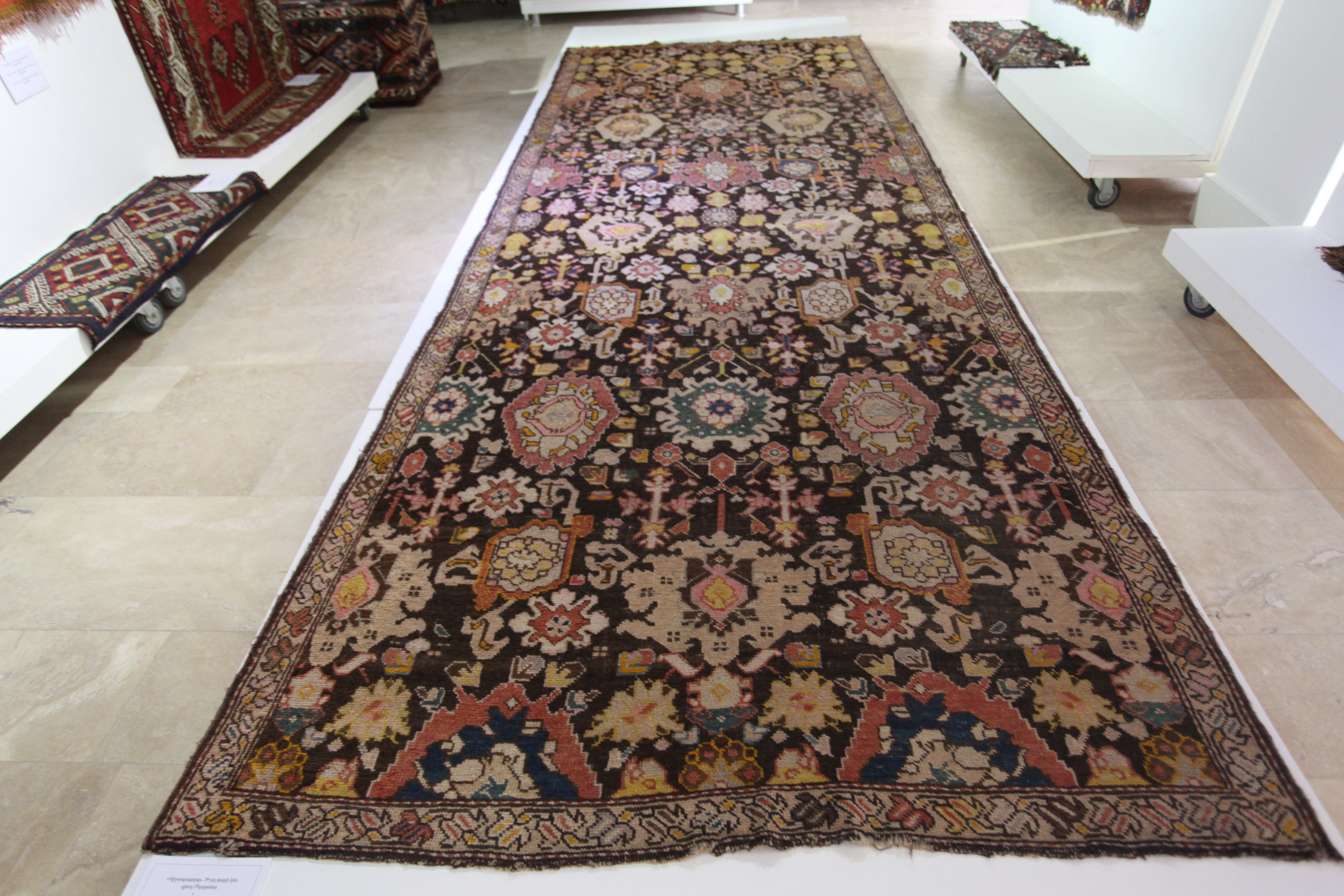
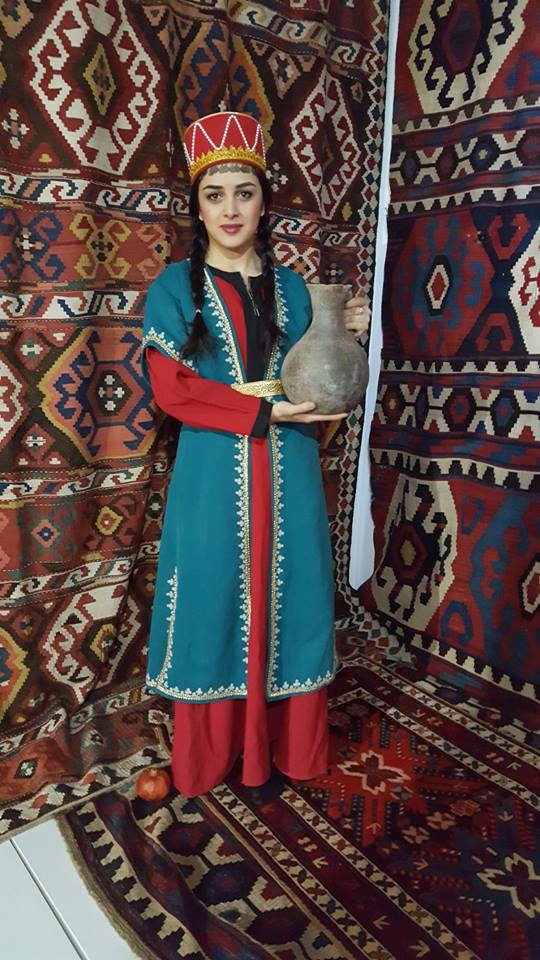